# Дун Бінь
Дун Бінь (кит.: 董斌, нар. 22 листопада 1988, Хен'ань, Хунань, КНР) — китайський легкоатлет, що спеціалізується на потрійному стрибку, бронзовий призер Олімпійських ігор 2016 року.

## Кар'єра
| Рік  | Чемпіонат                    | Місце проведення         | Місце  | Результат |
| ---- | ---------------------------- | ------------------------ | ------ | --------- |
| 2012 | Чемпіонат світу в приміщенні | Стамбул, Туреччина       | 8      | 16.75 м   |
| 2012 | Олімпійські ігри             | Лондон, Велика Британія  | 10     | 16.75 м   |
| 2013 | Чемпіонат світу              | Москва, Росія            | 9      | 16.73 м   |
| 2014 | Азійські ігри                | Інчхон, Південна Корея   | 2      | 16.95 м   |
| 2015 | Чемпіонат Азії               | Ухань, Китай             | 4      | 16.65 м   |
| 2015 | Чемпіонат світу              | Пекін, Китай             | 18 (q) | 16.44 м   |
| 2016 | Чемпіонат світу в приміщенні | Портленд, США            | 1      | 17.33 м   |
| 2016 | Олімпійські ігри             | Ріо-де-Жанейро, Бразилія | 3      | 17.58 м   |